# Posadas (Córdoba)
Posadas es un municipio español de la provincia de Córdoba, Andalucía, situado en la comarca del Valle Medio del Guadalquivir. Es centro geográfico, administrativo y cabeza de partido judicial del mismo nombre al cual pertenecen las localidades de Almodóvar del Río, Fuente Palmera, Guadalcázar, Hornachuelos, La Carlota, Palma Del Río y la propia Posadas. 
En 2016 contaba con 7468 habitantes según fuentes municipales. Su extensión superficial es de 160,28 km² y tiene una densidad de 46,59 hab/km². Se encuentra situada a una altitud de 88 metros y a 32 kilómetros de la capital de provincia, Córdoba. Parte de la sierra de Posadas está declarada Reserva Mundial de la Biosfera, además de pertenecer a otras redes de protección medioambiental.

## Historia
Se tienen escasas referencias sobre la prehistoria en el término de Posadas. Hace unos años se dieron a conocer materiales cerámicos superficiales, hallados en Paterna y en el cerro del Escribano, que demuestran la existencia de asentamientos humanos durante el Calcolítico Pleno, en unos terrenos muy aptos y favorables para el ejercicio de la agricultura y ganadería que entonces se practicaba, lo que propició la continuidad del asentamiento humano hasta finales de la Prehistoria.
Una actuación arqueológica documentó la existencia, en La Sierrezuela, de dos monumentos megalíticos funerarios, tipo dolmen de galería cubierta de planta trapeozoidal cuya cubierta había desaparecido. Debido a la escasez de los restos encontrados, no se pudo determinar con certeza su edad cronológica. Esto abre nuevas perspectivas para el conocimiento de la Edad de los Metales en esta zona de contacto entre el Valle del Guadalquivir y las estribaciones meridionales de Sierra Morena.

## Demografía
Posadas cuenta con una población de 7224 habitantes (INE 2024).
| Gráfica de evolución demográfica de Posadas entre 1842 y 2021                                                       |
| |
| Población de derecho según los censos de población del INE Población de hecho según los censos de población del INE |

## Transportes
Ferrocarril
Cuenta con una estación ferroviaria y otra nueva, en la que efectúan parada varios trenes de Media Distancia. También se puede llegar en autobús. Desde Córdoba o de Hornachuelos. La empresa encargada de este servicio es Autocares San Sebastián.

## Fiestas y tradiciones
La Candelaria
Se celebra el día 2 de febrero. Esta es una fiesta, en donde las plazas y bocacalles se encienden grandes hogueras que se mantienen encendidas desde el atardecer hasta la madrugada.
Se forman corros alrededor y los mozos compiten para ver quién saltaba la hoguera más grande. Durante la ceremonia se hacen migas y se baila al son de la música. Esta es una fiesta popular que se da en muchos municipios de la provincia de Córdoba.

Día de Andalucía
Este día se celebra el 28 de febrero, en el que todo el pueblo se reúne en la Sierrezuela, donde se organizan concursos de peroles. Es un día de convivencia del pueblo maleno, donde gran número de visitantes de los pueblos vecinos nos visitan. Se hacen demostraciones de doma de caballos acompañados de los jinetes haciendo gala de lo deslumbrantes que son. Este acontecimiento se celebra en el picadero que posee el parque de la Sierrezuela. Numerosos malenos empiezan la fiesta días antes eligiendo el sitio o lugar adecuado para montar las tiendas de campaña y hacer acampadas.

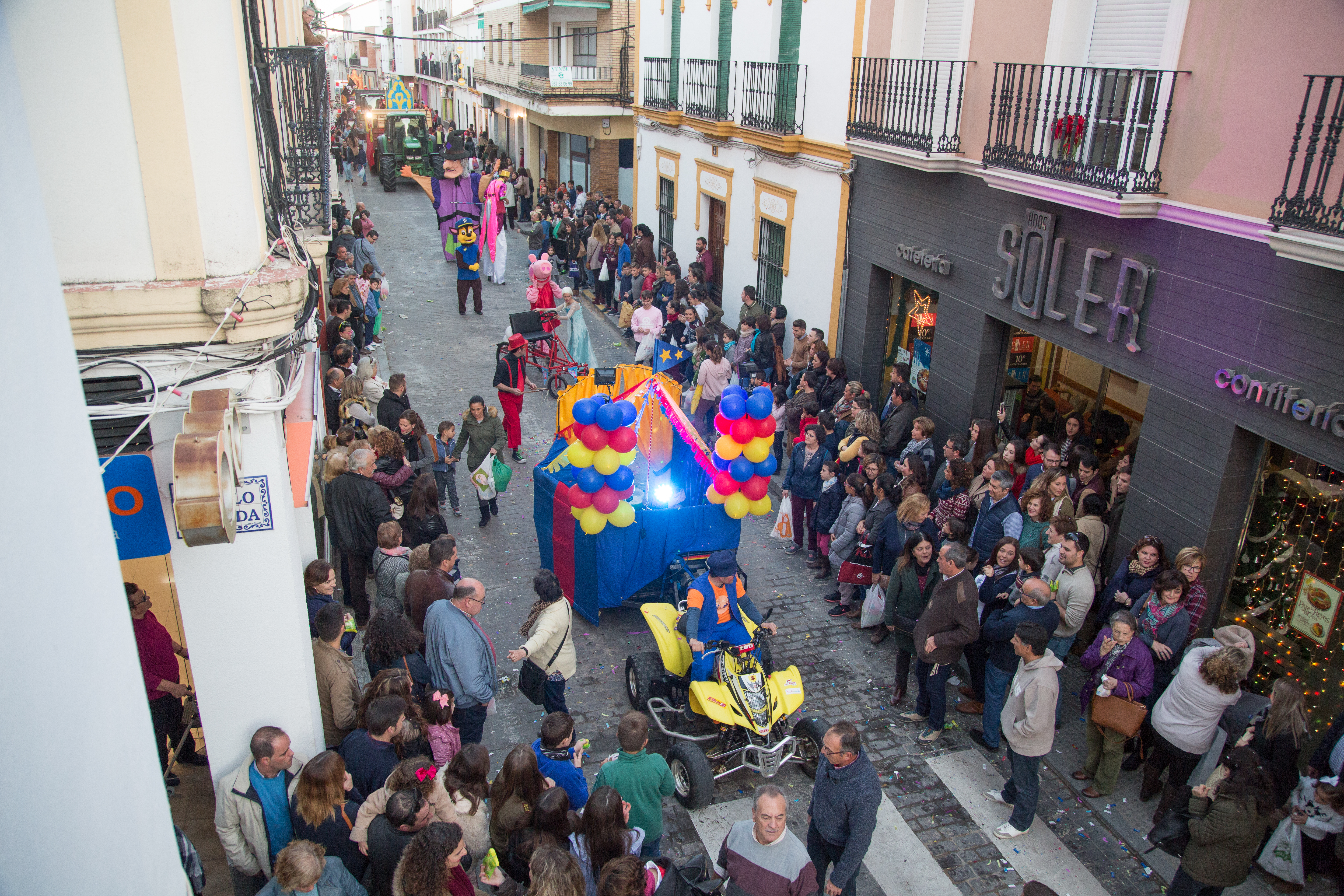
Carnaval
Es el periodo de tres días que precede al miércoles de ceniza, inicio de la Cuaresma. Los malenos disfrazados, ocultos tras el antifaz, se lanzan a la calle a saltar, correr, cantar y gritar. Se realiza el Pregón de Carnaval, se elige la mascota infantil y a la carnavalera mayor. Además se celebran concursos de disfraces, de chirigotas y se hacen pasacalles donde los disfrazados desfilan con algunos zancudos acompañados por la banda de música.

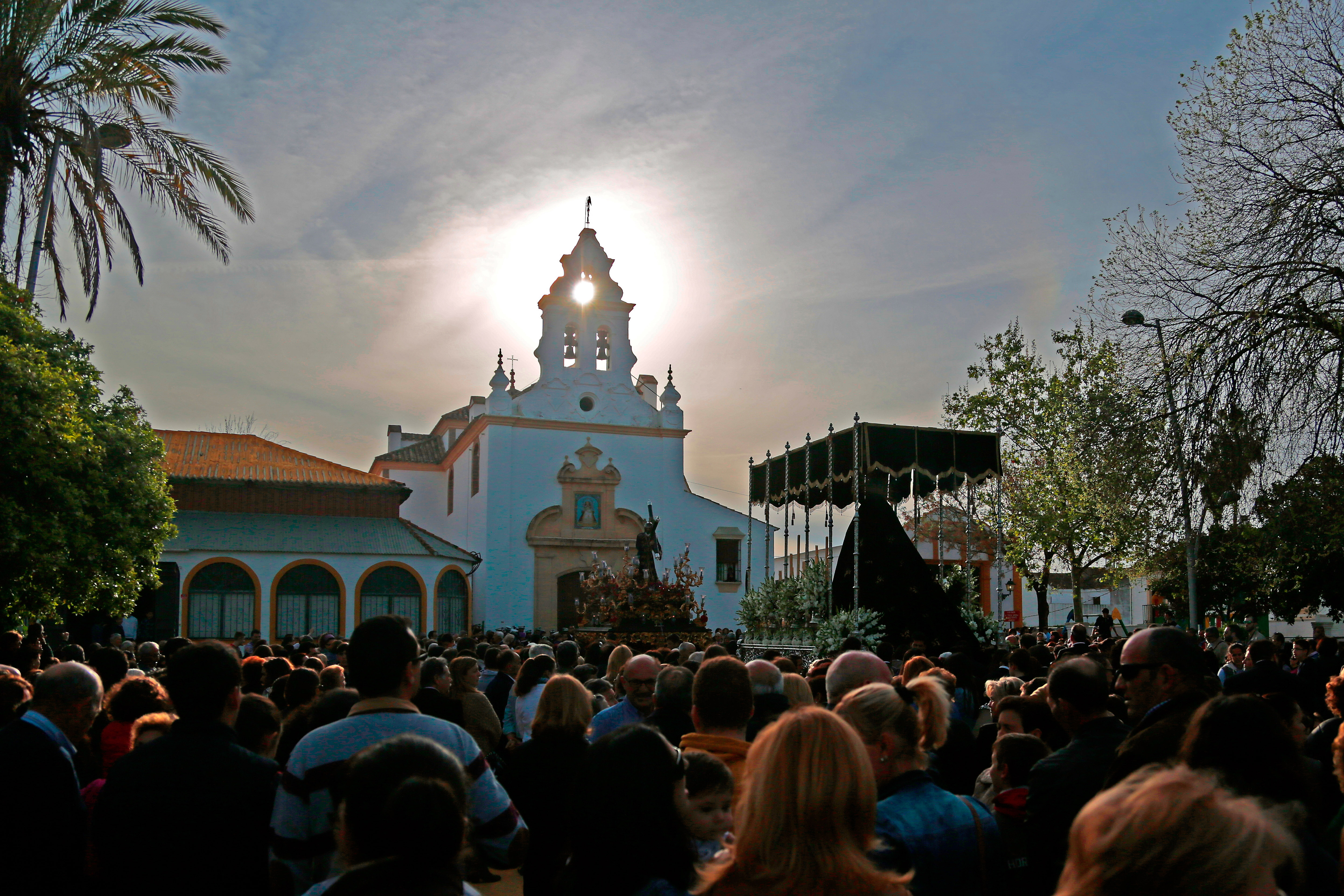
Semana Santa
La festividad de Semana Santa en el municipio de posada está conformada de la siguiente manera:
- Domingo de Ramos

Procesión de la Borriquita. Se asiste a la bendición de palmas y ramos de olivo donde los niños vestidos con túnicas blancas van acompañados de sus familiares.

- Martes Santo

Procesión en la cual sacan las costaleras de la villa a El Humilde, organizado por la Hermandad de Ntro. Padre Jesús Nazareno. Los nazarenos visten túnica morada y capirote blanco.

- Viernes Santo (Madrugada)

Procesión de Ntro. Padre Jesús Nazareno y la Virgen de los Dolores. Salen de la ermita de Jesús de madrugada y vuelven a ella en las primeras luces de la mañana después de recorrer las calles principales en compañía de nazarenos, que visten túnica y capirote morado y cinto de esparto. Las gentes cantan saetas, y al llegar al paseo, ya de día, se agrupan en una las dos partes de la procesión con el encuentro de Jesús Nazareno y su Madre, la Virgen de los Dolores. Allí se reúne toda la gente para ver, aplaudir y animar a los costaleros.
- Viernes Santo (Tarde)

Por la tarde, la Hermandad de la Vera+Cruz o de los blancos, cofrades llamados así por el color de su túnica y de su capa, pero no por su capirote, que es morado, saca en procesión sus imágenes: el Cristo de la Vera+Cruz y la virgen de la Soledad, con el mismo fervor y brillantez. La procesión parte de la ermita de la Vera+Cruz y vuelve horas más tarde para recogerse.

- Sábado de Gloria

Tradicionalmente los niños se echaban a la calle para arrastrar latas y cacharros viejos que simbolizan el júbilo por el final de la Cuaresma y el principio de un tiempo nuevo. Mientras que en la actualidad, como se celebra la procesión del Santo Entierro, es un día de luto y dolor. Esta procesión está organizada por la Hdad. la Vera+Cruz.
- Domingo de Resurrección

En este día tiene lugar la Misa de Resurrección en la parroquia de Santa María de las Flores.

Feria de mayo

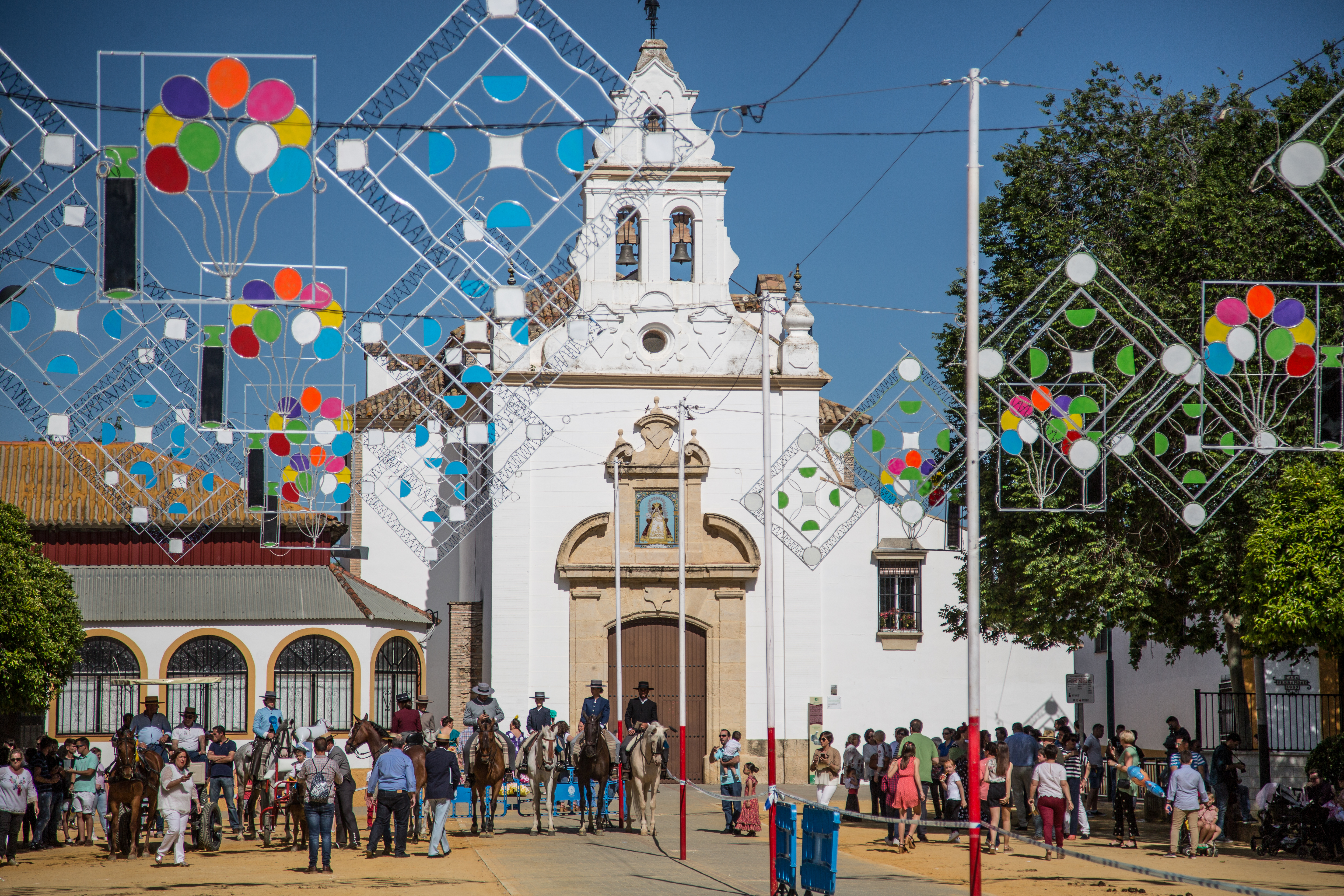
Feria de Mayo

Tiene lugar el primer fin de semana del mes de mayo. Antiguamente la feria se celebraba en el casco antiguo; como testimonio el topónimo de la calle Feria del barrio de la Morería, calle que corre paralela a la muralla. Más tarde pasaría al llano de Jesús, donde desde entonces se viene instalando.
Se celebra el primer fin de semana de mayo, donde el paseo Pedro Vargas se constituye como Real de la feria y se adorna de luces de colores y farolillos de papel. Concurren los vecinos, forasteros de los pueblos cercanos, feriantes, turroneros, reposteros y vendedores ambulantes, que forman un conjunto alegre. Las asociaciones instalan sus casetas, las cuales son adornadas para la recaudación de fondos.
De los bailes típicos destacan las sevillanas. A lo largo de toda la feria se realizan actos deportivos y además actuaciones con orquestas musicales, organizadas todas estas actividades por el Ayuntamiento.

Feria de Rivero de Posadas
Se celebra el 15 de mayo, día de San Isidro Labrador, y se sitúa en la plaza Mayor del poblado, donde los vecinos organizan las actividades para todos los que quieran asistir. Son unas jornadas llenas de juegos tradicionales, actividades deportivas y culturales.

Fiesta del Corpus Christi
Tradición festiva en la cual se adornan las calles con una tupida y extensa alfombra de juncias, por donde pasa la procesión que está custodiada por los niños que han hecho la Primera Comunión en ese año.

Verbena de Santiago
Fiesta organizada el día 25 de julio en conmemoración a Santiago co-patrono de la villa. Sengún la tradición popular, las mujeres tiraban al Apóstol altramuces buscando atinarle a la altura del ombligo porque ello suponía la obtención de novio y boda segura. Por la tarde una procesión devolvía la imagen del Santo a la ermita de Santiago. Hoy se organiza una verbena donde el pueblo va a visitar al Santo a la ermita. Después la gente se va a bailar y a pasarlo bien.

Verbena de la barriada de Nuestra Señora de la Salud y Verbena del Arquito
La verbena de la barriada de Ntra. Sra. De la Salud se celebra el primer fin de semana de agosto y la del Arquito a mediados de agosto. En estas verbenas se adornan las calles donde se hacen concursos y se elige la calle más bonita. Los vecinos se reúnen en las portadas de las casas hasta altas horas de la noche. En las plazas instalan música y los jóvenes van a bailar y reunirse con los amigos.

Feria de septiembre
El día 29 de agosto tiene lugar la bajada procesional de la imagen de la Virgen de la Salud, Patrona de Posadas, desde la ermita de Jesús a la parroquia, encabezan en la procesión unos hombres que disparan cohetes intermitentemente. A partir del 29 de agosto se celebra una novena en la parroquia de Santa María de las Flores en conmemoración de la Virgen de la Salud. Y el día 8 de septiembre se realiza la subida de la Virgen de nuevo a su ermita. En esta procesión asisten vecinos y forasteros que vuelven a Posadas exclusivamente por este motivo. A causa de esta celebración se abren casetas y en el paseo Pedro Vargas es festejado con fuegos artificiales, donde se reúne todo el pueblo para ver el maravilloso acontecimiento.

## Monumentos
- Casco histórico

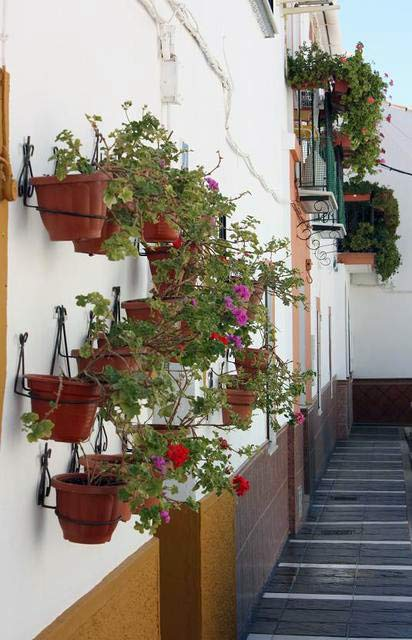
Calle Morería

Es el actual barrio de la Morería, que comprendía el barrio cristiano intramuros, la zona morisca y judía, y la plaza de los Pósitos o Real.
- Capilla de la Caridad

Ubicada en la plaza de los Pósitos  es una sencilla capilla del siglo XVI, construida para el Antiguo Hospital de la Caridad. Hoy día solo se conserva la portada y la espadaña.
Es la actual ubicación de la oficina de turismo municipal.
- Ermita de Santiago

Es una ermita barroca de Siglo XVI surgida en el antiguo Camino Real entre Córdoba y Sevilla.
- Portada del Convento de San Basilio Magno

En la calle Gaitán se encuentra se encuentra el último vestigio de este convento, la portada lateral de la iglesia de la Virgen de Gracia. 
- Paseo de Pedro Vargas

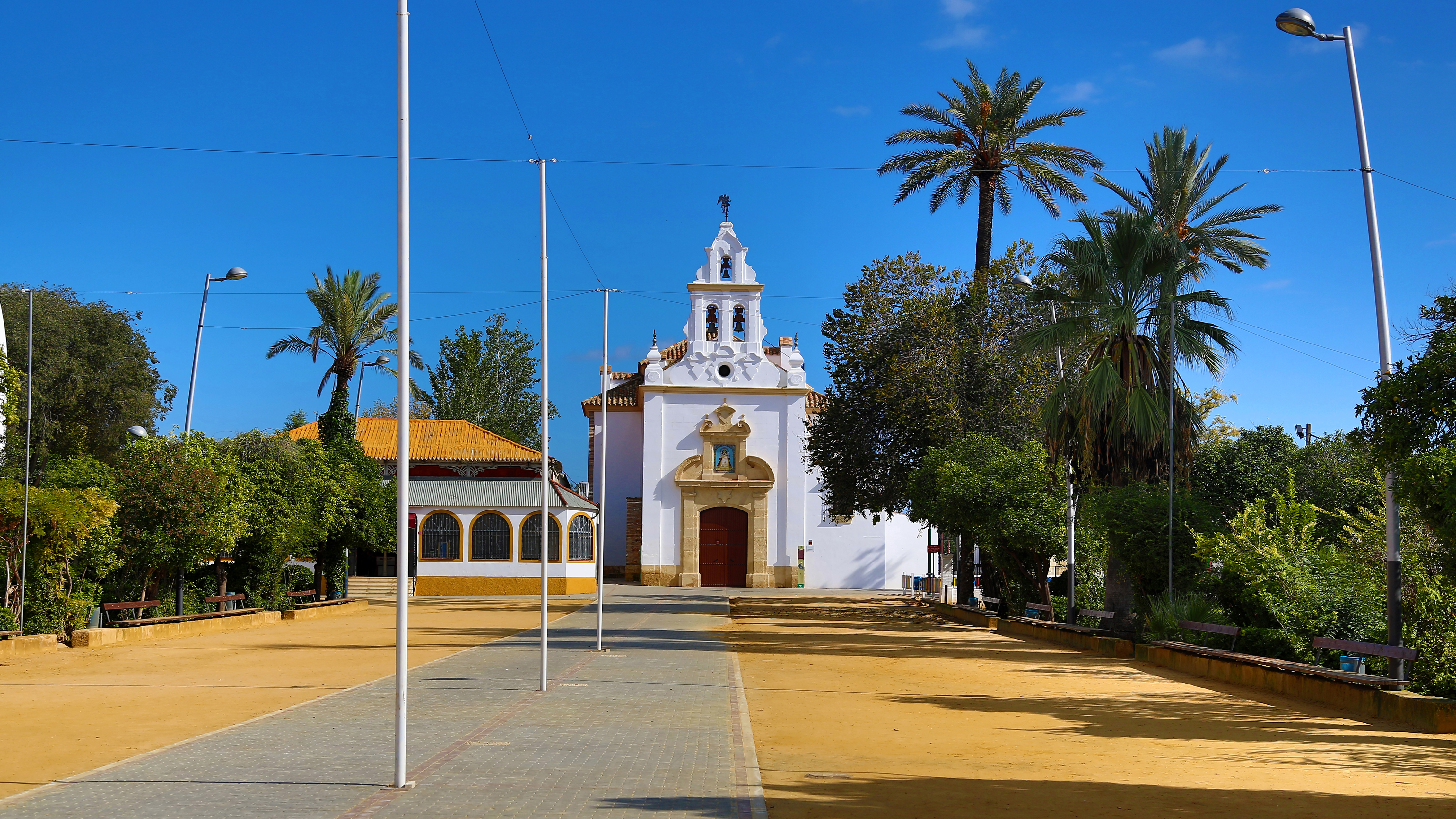
Paseo Pedro Vargas catalogado como jardín singular

Catalogado como jardín singular, su primera cita documental fue en el 1856. Este paseo toma el nombre del alcalde Maleno Pedro Vargas Moreno.
- Puente de Eduardo Torroja

El puente consta de 235 metros de longitud, una anchura de 11 metros, 7 pilares de cemento y una estructura metálica de 8 ojos o cerdas invertidas como sujeción del tablero que le dan un aspecto singular. Fue construido por Eduardo Torroja, inaugurándose en 1951, y asfaltándose en 1968.
- Palacio de Diego Fernández de Córdoba

De Edad Moderna fue construido en el siglo XVII en estilo protobarroco. En este edificio destaca su escudo catalogado como Bien de Interés Cultural.
- Capilla de la Vera Cruz

En la calle Gaitán se encuentra la pequeña capilla neoclásica del siglo XIX. 

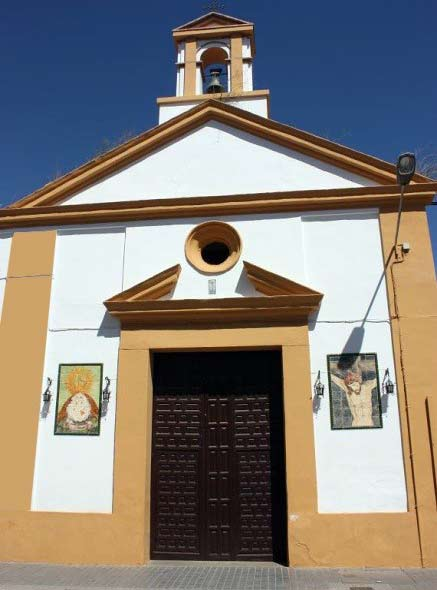
Capilla de la Vera Cruz

Originalmente la puerta era algo más estrecha pero hubo necesidad de reformarla para que pudiesen salir los pasos cuando la Hermandad de la Vera-Cruz se trasladó a ella en los años 60 del pasado siglo.
- Antiguo Ayuntamiento

En el lado opuesto de la calle Arquito nos encontramos con el edificio del Antiguo Ayuntamiento, el cual estuvo abierto hasta que se desamortizó totalmente en 1859. En él se celebraban las sesiones del Concejo, cuando eran abiertas al pueblo, en la misma plaza y se celebraban los sorteos de alistamiento en la puerta.
- Fortaleza

- Parroquia de Santa María de las Flores

Aunque se desconoce la fecha exacta de construcción de la parroquia, se tiene constancia una ampliación en la misma de 1545 por el Obispo Leopoldo de Austria, época a la que se debe el espaciado del actual edificio.
- Colegio Manuel Siurot

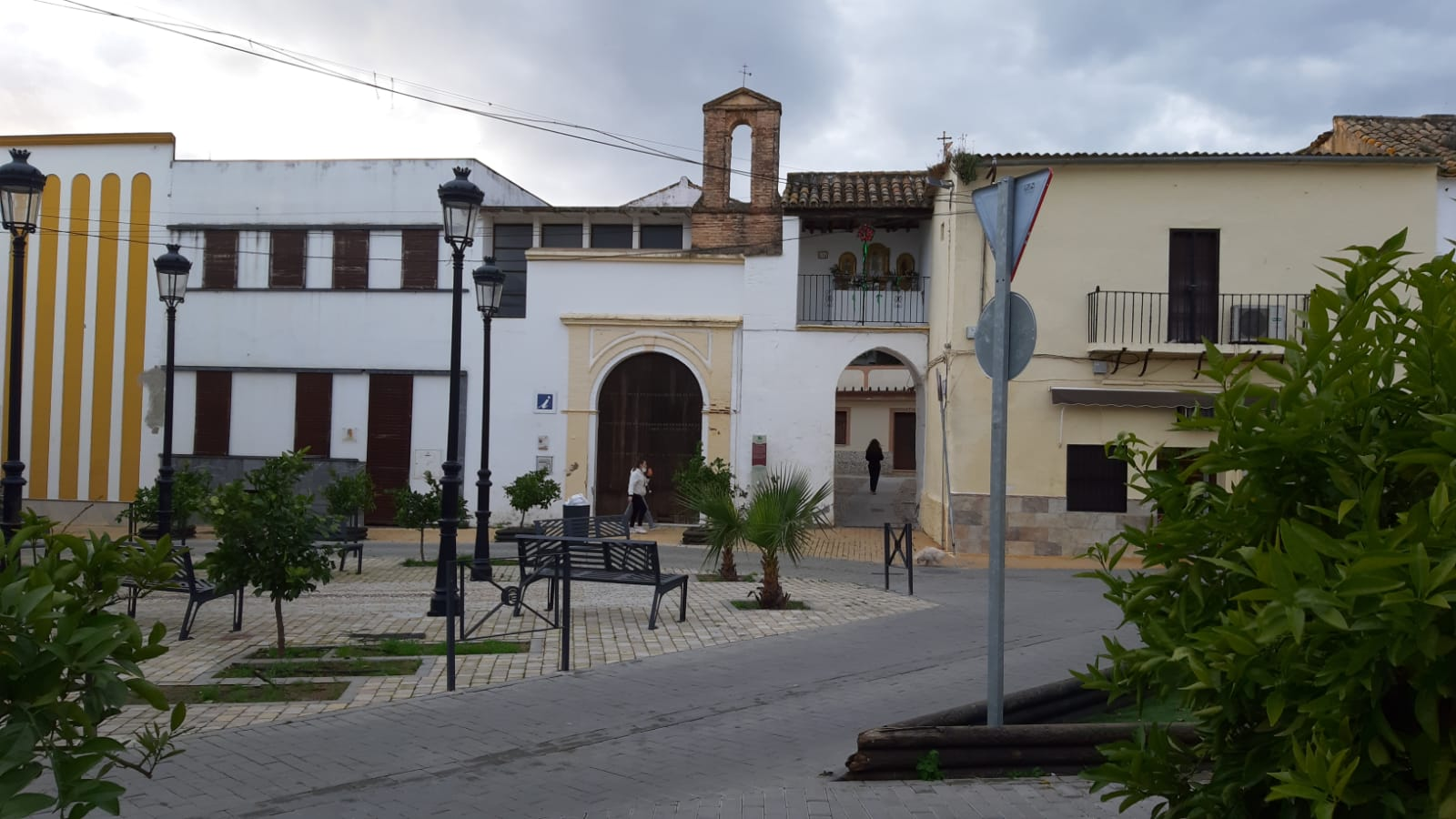
Arquito y capilla de la Virgen de la Caridad

En la calle de Gaitán, antiguo trazado fosilizado del Camino Califal y posterior Camino Real Córdoba-Sevilla, en la esquina con la actual calle de Miguel Hernández nos encontramos con el antiguo colegio Manuel Siurot, un edificio dedicado a la enseñanza hasta hace pocos años. El solar perteneció en origen al Patronato de D. Luis Fernández de Santiago, monje del Monasterio de la Virgen de Gracia de la Orden de los Basilios, donde fundó una escuela de enseñanzas primarias y de Latinidad y Filosofía. Para su mantenimiento creó este Patronato con su nombre al que dedicó los beneficios de las rentas de sus fincas, cuyo producto ascendía a 1000 ducados. Las obras pías de D. Luis fueron afectadas por la desamortización, salvo las escuelas que fueron confiadas al Ayuntamiento.
El nuevo edificio es de 1924 y presenta un escudo en fachada al cual se le borró el símbolo de los Borbones durante la primera República.
- El Arquito

Junta a la capilla de la Caridad nos encontramos con la Puerta de Levante o Arquito, el último vestigio que nos ha llegado de una entrada a la Fortaleza de Posadas. Básicamente está formada por un doble arco con una bóveda de arista donde los arcos se desarrollan como el desnivel del suelo. Desconocemos si esta es la configuración que tendría de origen.
- Ermita de Jesús

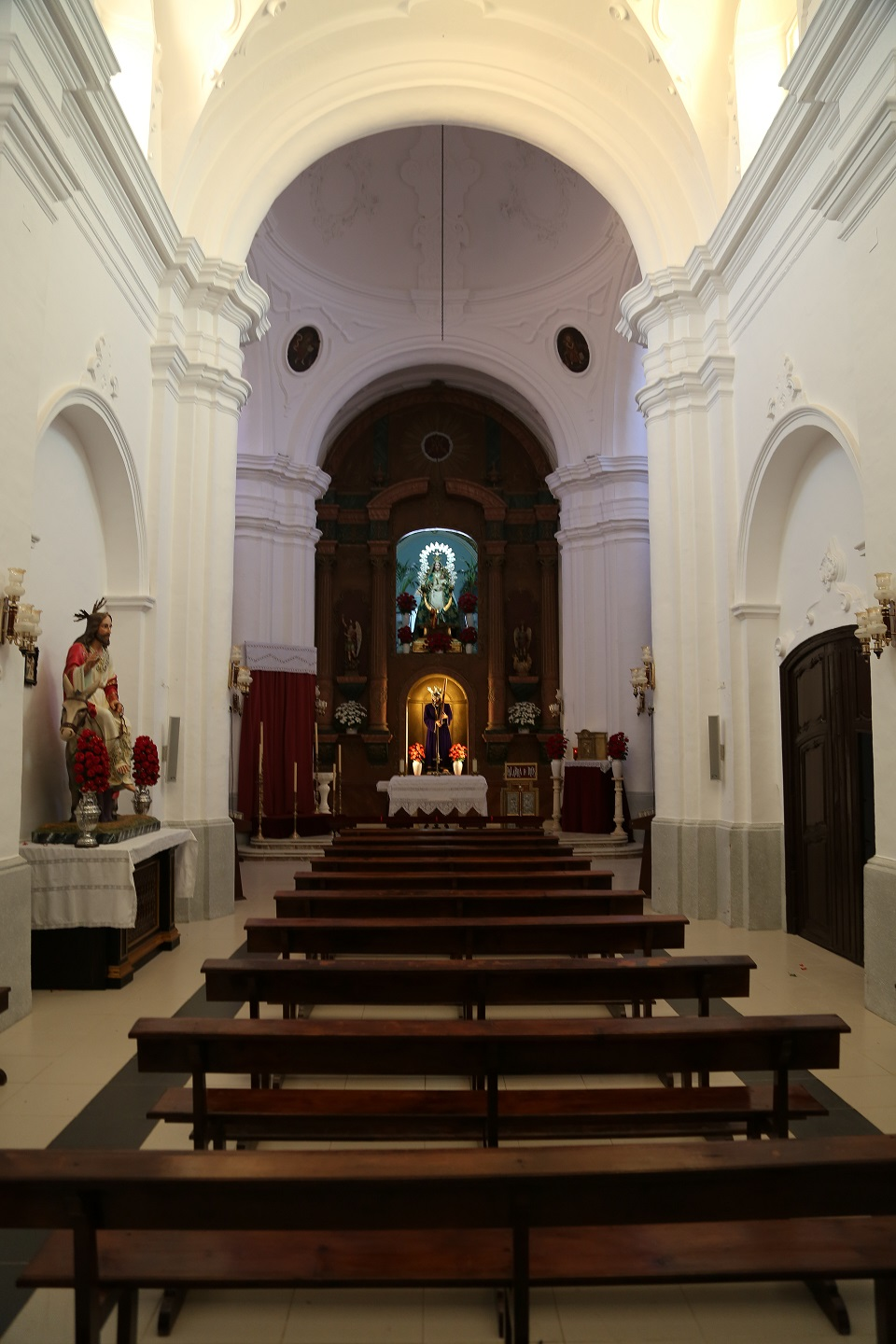
Interior de la ermita de Jesús

Emplazada sobre la zona más alta de la rampa de ascenso por el este a la altiplanicie donde se asienta Posadas, ocupa un lugar privilegiado de control visual desde el Llano de Jesús y en un importantísimo cruce de caminos. Existiendo desde el siglo XVI esta ermita ha sufrido innumerables reconstrucciones y le han concedido varios nombres.
- Ayuntamiento

Este edificio data de 1886 y fue construido siendo alcalde D. Luis Serrano, quien costeó de su propia asignación municipal la parte perteneciente a la segunda planta y la torre del reloj. Hasta llegar a su compra y construcción el Ayuntamiento pasó por diversos emplazamientos y dificultades añadidas para el desarrollo de su actividad.
- Plaza de los Lavaderos

En esta plaza se concentran varios monumentos: el Pilar de Triana, importante abrevadero del Camino Real, la fuente de las Lavanderas, en honor a las pilas públicas donde acudían a lavar las ropas, y el monumento a MAUTHAUSEN-GUSEN y BUCHENWALD, en honor a los malenos caídos en los campos de concentración nazis.

## Monumentos en la Naturaleza
- Conjunto Dolménico

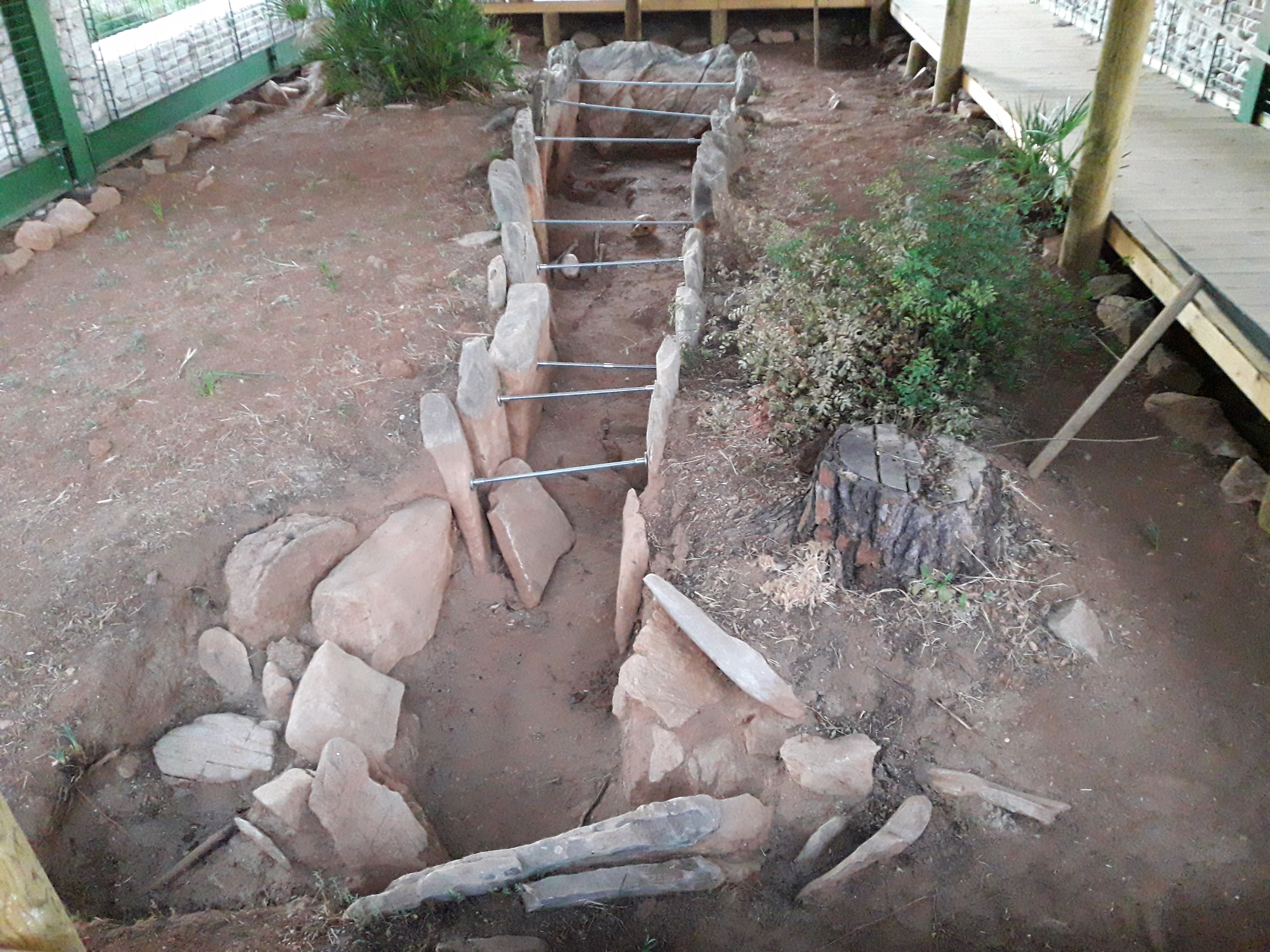
Dolmen I la Sierrezuela

El Dolmen de la Sierrezuela I se halla en un entorno natural privilegiado, el cual ha sido dotado con una figura de protección del patrimonio natural específica para zona cercanas a entornos urbanos, con gran cantidad de especies vegetales autóctonas, algunas de ellas protegidas, y otras declaradas bajo su singularidad.
Es conveniente considerar la Sierrezuela como núcleo funerario Calcolítico ya que no sólo disponemos de este dolmen sino que en sus proximidades se encuentra documentado un segundo dolmen, Sierrezuela II, a unos 100 metros del anterior. Y no es descartable que en las proximidades podamos hallar alguno más.
- Torre de la Cabrilla

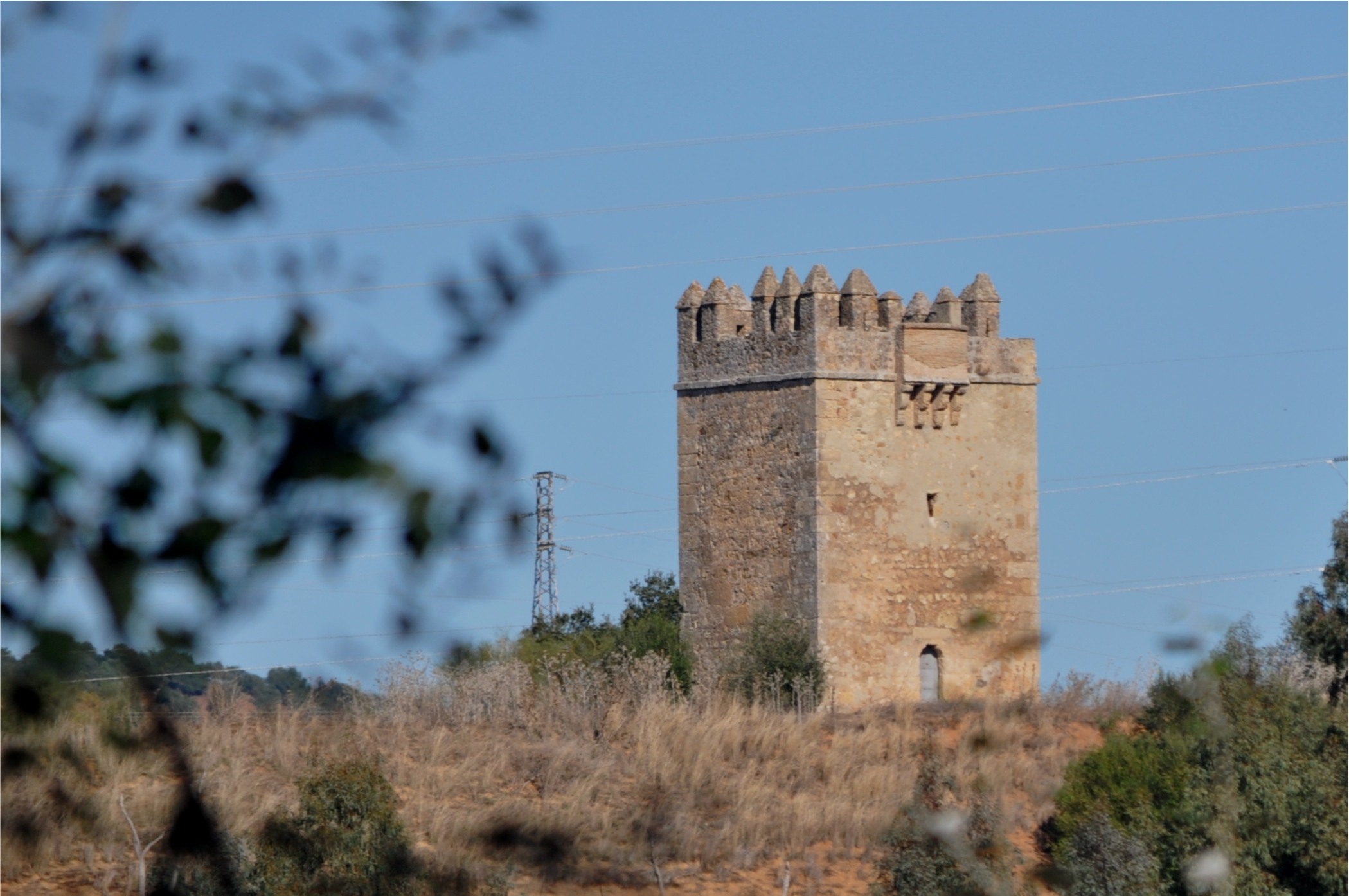
Torre de la Cabrilla

La torre que apreciamos hoy día está datada de principios del siglo XV, aunque desconocemos si en el lugar donde se erige existió una torre anterior, a pesar de mencionarse en el mismo una atalayuela para 1267.
Su construcción se produce durante el reinado de Enrique III, quien promueve la defensa del territorio frente a las razzias musulmanas que sacuden la zona desde su desembarco en Tarifa en 1267. Posiblemente la promoción de la construcción de la Cabrilla se deba al doctor Luis Sánchez, quien tenía encomendada la labor de la correcta defensa del camino Córdoba-Sevilla, mandando a construir esta torre que pasaría a formar parte del sistema defensivo existente junto con la torre del Guadalmellato, castillo de Almodóvar, torre de La Cabrilla, castillo de Las Posadas, una posible atalayuela en el entorno de los Rubios de Paterna-Cambuco, castillo de Moratalla, castillo de Almenara, torre de Villadiego, torre de Lora, etc.
- Torre del Ochavo

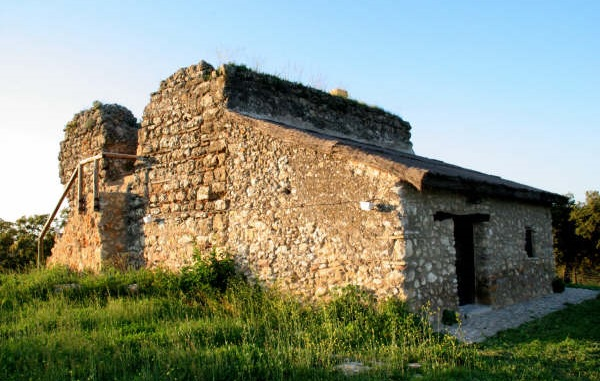
Torre del Ochavo

La Torre del Ochavo se encuentra en la Hacienda de La Torre, en el extremo sureste de la Loma del Toril, cima del cerro que hace la intersección entre la carretera de Villaviciosa y la de Hornachuelos (o del pantano del Bembézar). Este edificio le ha dado nombre al cortijo, a la fuente y al arroyo que nace en sus proximidades.
A pesar de poseer la máxima protección que le confieren la Ley de Patrimonio Histórico Español y la Ley de Patrimonio Histórico de Andalucía, Bien de Interés Cultural (B.I.C.), esta torre ha sufrido en los últimos años una intervención sin criterio profesional, convirtiéndola en un mirador en su piso superior y en una capilla en su interior, sin supervisión de la Consejería competente. 
- Torre de Estrella

La toponimia confirma también la presencia árabe, destacando La Carraola o Carola en el cortijo de Estrella Nueva, metátesis de Calahorra, la cual significa “Castillo Rojo” (BONSOR, 1931; PONSICH, 1979; RODRÍGUEZ LARA, 1988), lugar donde abundan los restos arqueológicos musulmanes. De especial interés resulta el paño de pintura de 1739 sobre el “pleito entre el Almirante de Aragón y la villa de Las Posadas” por una isla de tierra en el actual Batanejo, pues encontramos en él un elemento bastante significativo: la Torre de Estrella. Al ser el único dato gráfico que tenemos sobre esta estructura, junto a la toponimia, nos surgen varias hipótesis: ¿es una reminiscencia de un posible oppidum romano?, ¿se construyó en época musulmana?, ¿fue una reocupación recibiendo el nombre de Calahorra (“Castillo Rojo”)?
- Castillejo GuadalvacarejoCastillejo del Guadalvacarejo

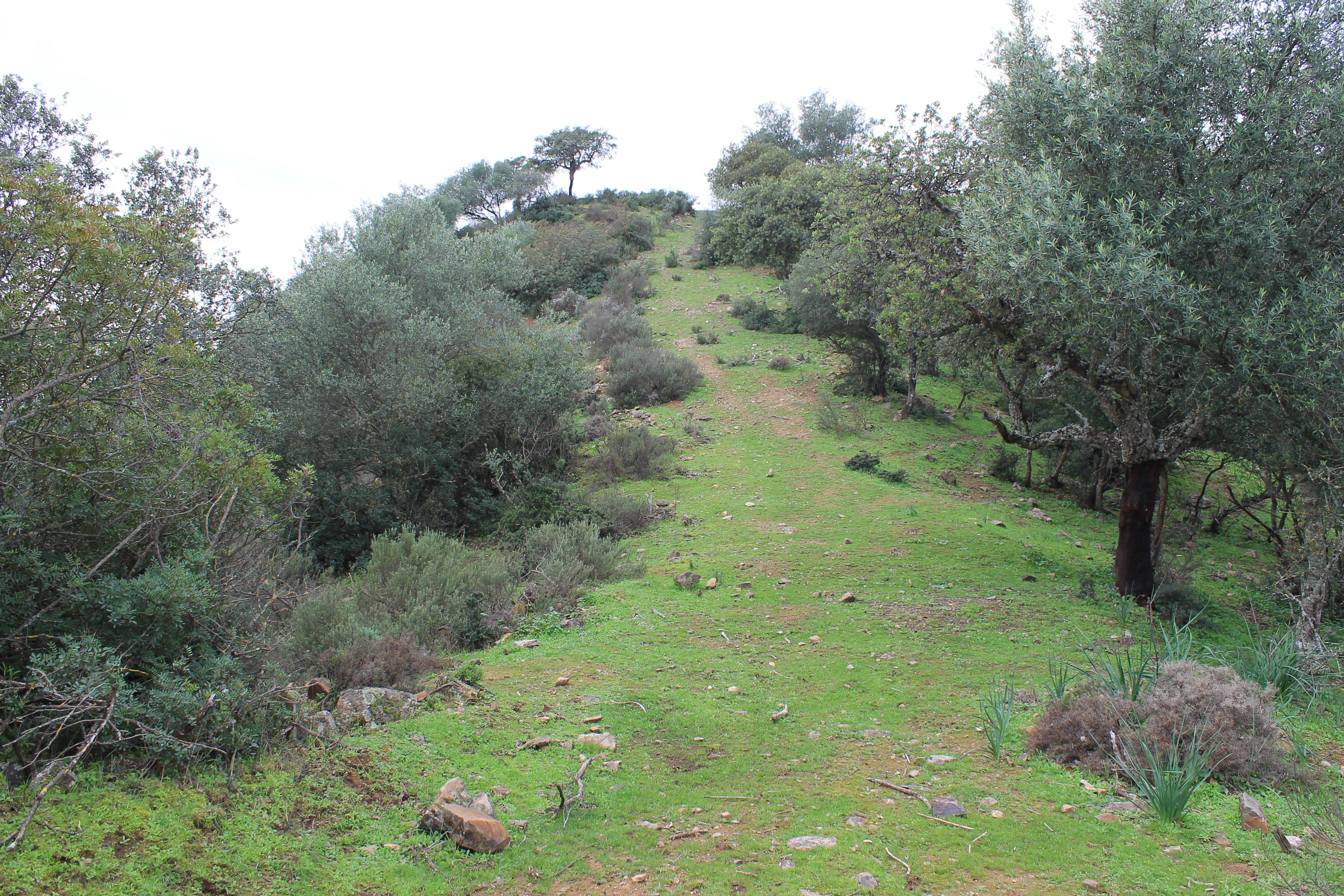
Castillejo Guadalvacarejo

Por la carretera que sale de Hornachuelos llamada “Camino Vecinal del pantano del Bembézar”, en su km 9, o por la C-411 de Posadas a Hornachuelos (o CV-184, que enlaza la A-433 con Hornachuelos10 km al norte de Posadas). La fortificación se halla en la finca El Campillo.
- Minas de la Plata

La inauguración del ferrocarril en 1859 favoreció la creación de industrias, que dieron también impulso a Posadas.
La más destacada es la minería, dada la histórica riqueza de su sierra. En el término hay dos zonas mineras sobresalientes, la de la Plata y la de Calamón. A la Plata pertenecían las minas de Casiano del Prado, la más importante por su explotación y producción, y la de Nuestra Señora de los Dolores. Todas las minas eran de blendas y galenas argentíferas, produciéndose plata, plomo y cinc e incluso barita. La mayoría de sus edificios e instalaciones fueron construidas a finales del siglo XIX bajo la dirección del ilustre ingeniero alemán Alfred Brandt, contratado por la “Sociedad Santa Bárbara”, propietaria de las minas.
- Minas de Calamón

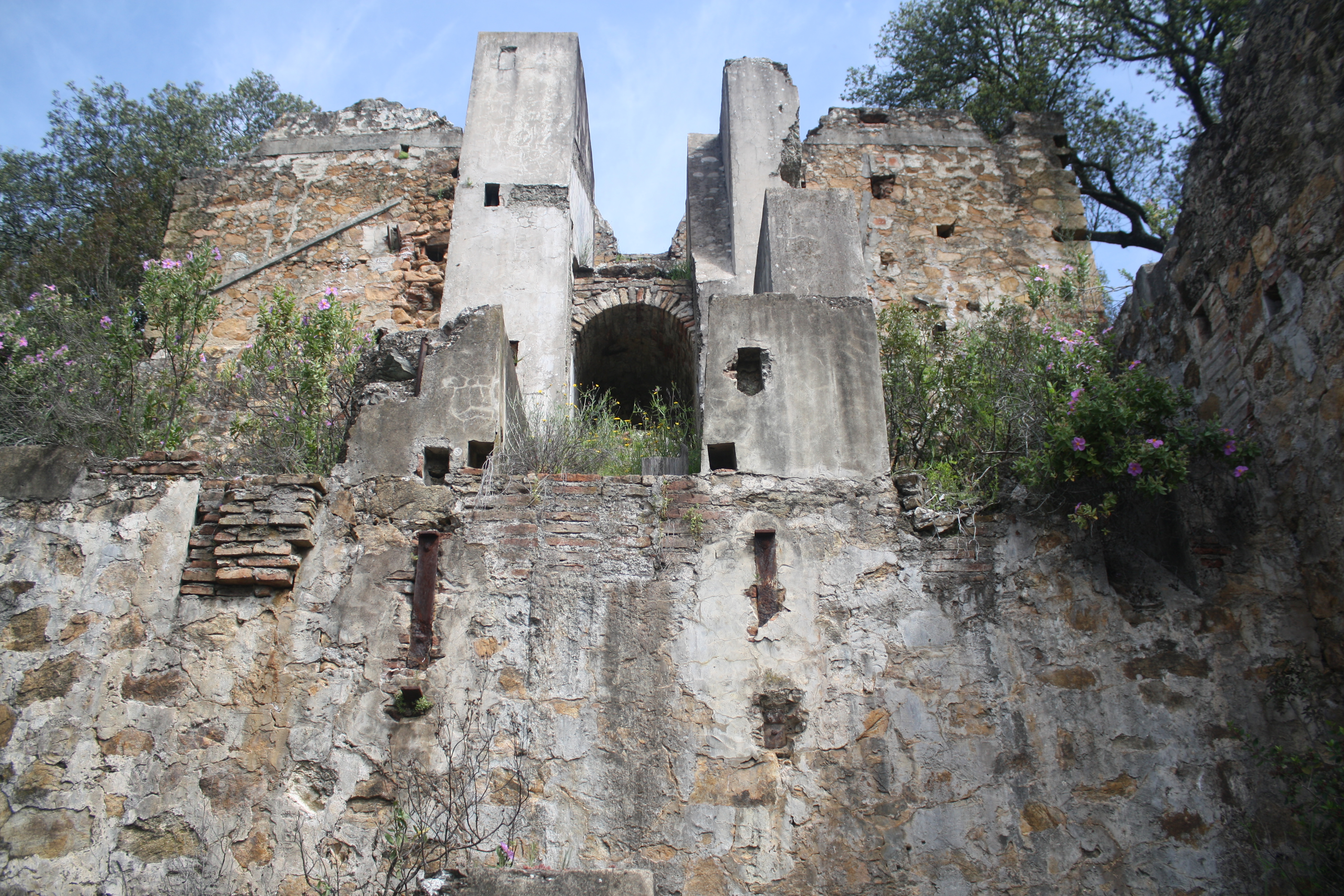
Minas Calamón

El campo minero de Calamón se localiza en una extensa zona del Este del término municipal.
A ésta pertenecían a principios del siglo XX las minas de Cinco Amigos, Mayo II (o Montenegro), San Salvador, San Eduardo o El Sello, Cádiz, Recompensa a la Constancia y El Francés, y los denuncios de Cansavacas y Mayo III. De ellas se extraía plata, plomo y cinc, siendo el grupo minero Cinco Amigos el más importante de la zona por explotación y producción. No obstante, estos campos han sido explotados desde épocas remotas como lo atestigua una serie de utensilios romanos encontrados, así como, varios pozos mineros. El 30 de octubre de 1692 se dio “licencia para beneficiar una mina antigua de plata” en este lugar.
- Cantera Honda

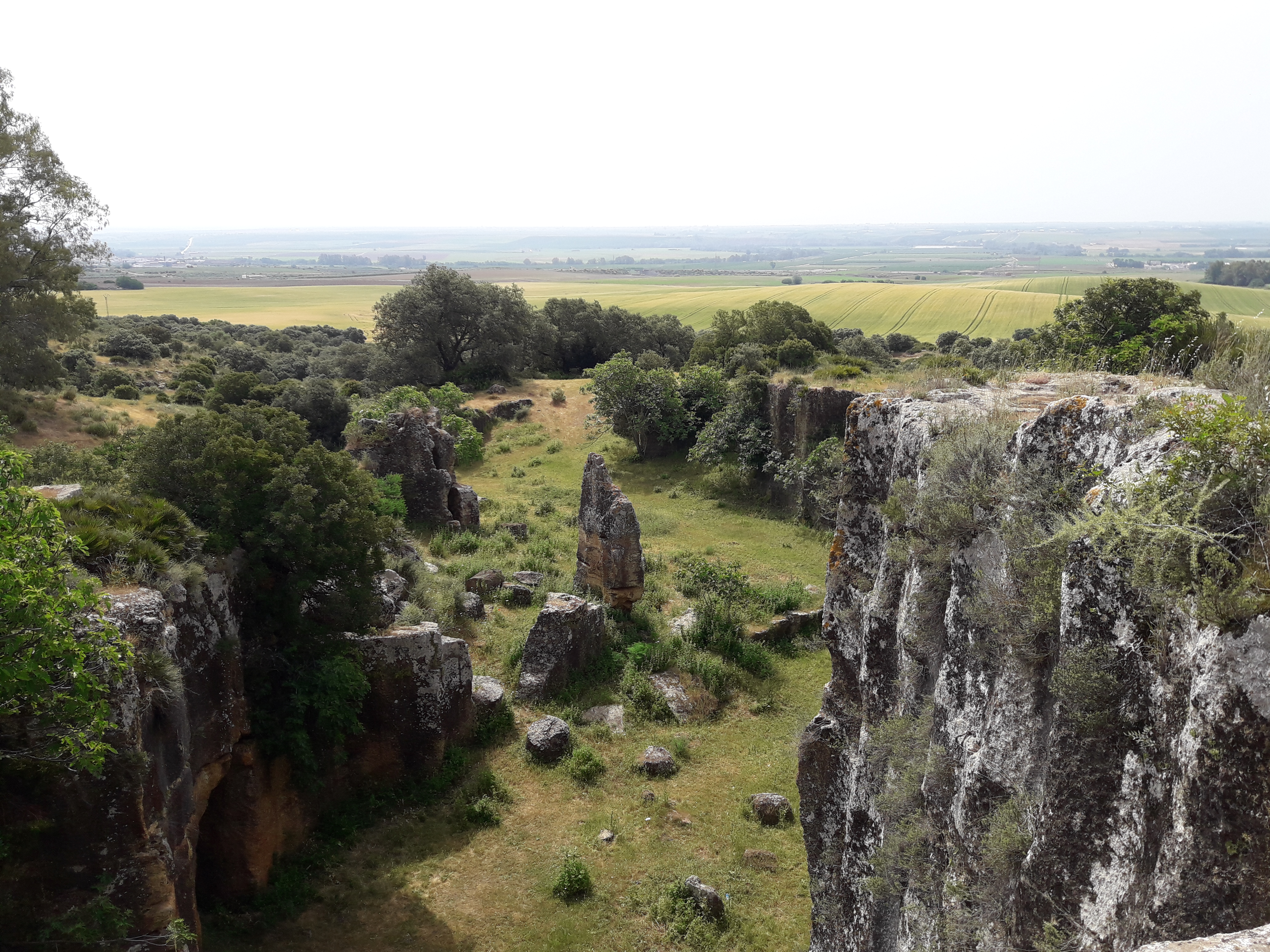
Cantera Honda

La Cantera Honda es el frente de extracción cilíndrica de piedra franca inactivo más grande del conjunto de la zona donde se detectó más potencia de la piedra requerida, motivando una mayor explotación y productos obtenidos. Esta posee 74 m de longitud, 39 m de anchura y 15 m de altura.
- Abrigo Baldío de la Sierrezuela

En  el  pinar  de La  Sierrezuela,  hay  que prestar  atención  para  cruzar  una vaguada  en  la  que  se  localiza un  panel  interpretativo  sobre  el palmito.  En  este  enclave  si  nos salimos  unos  metros  del  itinerario, hacia  el  borde,  al  sur,  podremos encontrarnos un refugio rocoso.

Para más información sobre los monumentos visite turismoposadas.es .